# Colantonio Valignani
Colantonio Valignani (1417 circa – 1487 o 1488) è stato un vescovo cattolico italiano.
È stato vescovo di Chieti.

## Biografia

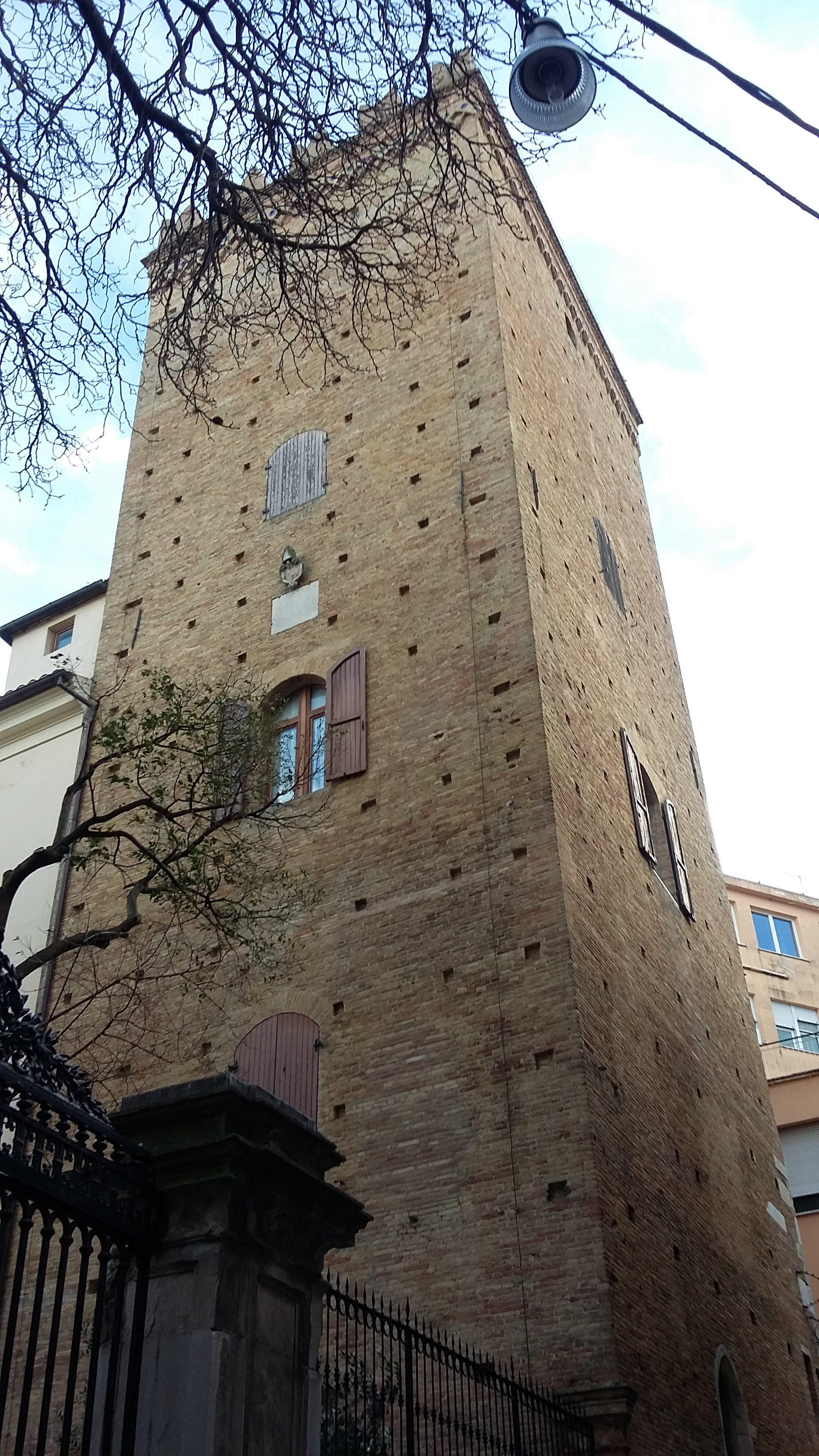
La torre Arcivescovile di Colantonio, a Chieti

Di nobile famiglia teatina, i Valignani, fu abate commendatario dei Santi Vito e Salvo e il 15 marzo 1445 fu nominato da papa Eugenio IV vescovo di Chieti in sostituzione del dimissionario Giovanni Battista dalla Bruna, al quale si impegnò a corrispondere un vitalizio.
Fu legato del re di Napoli Alfonso d'Aragona presso la Repubblica di San Marco per due anni.
Donò alla cattedrale un pregevole e prezioso vaso per il crisma, di fattura veneziana,  oggi conservato per sicurezza nel deposito della Banca d'Italia in piazza Umberto I; ampliò il palazzo vescovile facendovi aggiungere una torre merlata ancora oggi visibile (1470); fece realizzare da Nicola da Guardiagrele nel 1455 un busto d'argento di san Giustino, purtroppo trafugato  nel 1982 e sostituito 
da uno più modesto di Luciano Primavera,  fece adornare la facciata della cattedrale di Chieti con tre statue rappresentanti la Vergine, san Tommaso e san Giustino.
Fece collocare nella cappella del Presepe in cattedrale le reliquie dei santi Domiziano e Legonziano.
Morì dopo oltre quarant'anni di episcopato, tra la fine del 1487 e l'inizio del 1488, e fu sepolto nella cappella del Presepe in cattedrale.